# Harald Frederik Dudok van Heel
Harald Frederik Dudok van Heel (Amsterdam, 9 januari 1893 - Naarden, 22 augustus 1967) was een Nederlands ondernemer, kolonel en Nederlandse verzetsstrijder tijdens de Tweede Wereldoorlog.

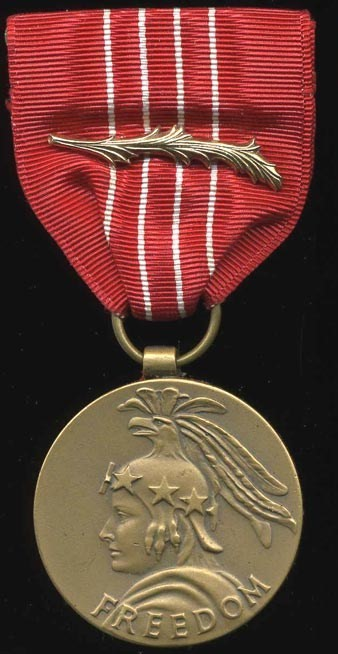
Medal of Freedom die Dudok van Heel kreeg

## Familie
Dudok van Heel was een telg uit het geslacht Van Heel en de zoon van Abraham Everardus Dudok van Heel en Catharina Maria Louwerse. Hij trouwde op 22 mei 1918 met Henriette Césarine (Babs) Brandt (overleden te Naarden, 29 mei 1972), dochter van de burgemeester van Rheden, Mr. Andreas Hegelund Brandt.

## Loopbaan
Dudok van Heel volgde de Bijzondere Handelsschool te Amsterdam en slaagde in juli 1910 voor het eindexamen; naast zijn werkzaamheden, samen met zijn broer, als directeur van L. Wurfbain & Co. N.V., commissionairs in rubber en oliehoudende zaden en grondstoffen zoals coprah en palmolie te Amsterdam, was hij reserve-officier. Hij werd als zodanig per 9 februari 1928 bevorderd tot kapitein bij het vierde regiment veldartillerie. Dudok van Heel speelde in deze tijd in zijn vrije tijd golf bij de Hilversumsche Golf Club, ook op landelijk wedstrijdniveau. Gedurende de jaren voor de Tweede Wereldoorlog was hij verder vooral actief in zijn eigen bedrijf. In 1941 werd hij herkozen tot commissaris van Houwelings Mineraalwaterfabriek.
Tijdens de oorlog was hij als reserve-kapitein bd werkzaam als gewestelijk commandant van de OD in 't Gooi (gewest 9); de BS waren eind 1944 gesplitst in een Strijdend Gedeelte en de Bewakingstroepen. In de meeste districten ressorteerden beide formaties onder één commandant. Johannes Borghouts bepaalde nu dat er in ieder gewest twee commandanten dienden te komen. Dit besluit leidde tot grote controverses en werd deels niet opgevolgd. Henri Koot vond het redelijk dat de gewestelijke commandanten die in functie waren zelf zouden kiezen of zij commandant van het Strijdend Gedeelte of van de Bewakingstroepen zouden worden. Alle commandanten kozen ervoor commandant van het Strijdend Gedeelte te worden maar Borghouts zei dat hij Dudok van Heel ('t Gooi), Sikkel (Noord-Hollands Zuiderkwartier) en Leopold (Zuid-Holland Noord) niet wenste te aanvaarden. Hij ging er wel mee akkoord dat Wastenecker in het Noord-Hollandse Noorderkwartier zowel het Strijdend Gedeelte als de Bewakingstroepen bleef commanderen. Met deze beslissing gaf Borghouts te kennen dat zijn besluit gericht was tegen bepaalde functionarissen, die hem misschien persoonlijk en in hun werk onbekend waren, die kennelijk niet in goede aarde vielen bij zijn adviseurs achter de schermen (de KP-leiders). Er ontstond vervolgens grote verwarring; in 't Gooi weigerde de gehele staf van Dudok van Heel het aan deze door Borghouts aangezegde ontslag te aanvaarden. Het ontslag werd uiteindelijk opgeheven door kolonel Koot.
Dudok van Heel werd uiteindelijk toch aangesteld als commandant van het Strijdend Gedeelte en ir. W.F. Westenenk werd benoemd tot commandant van de Bewakingstroepen; op 8 mei 1945 maakten zij namens het stafkwartier van het Gewest Gooi de dan algemeen geldende regels voor de bevolking bekend, waarin onder meer stond dat men zich tussen 21.00-5.00 uur niet op straat diende te bevinden, dat het verboden was op militaire voertuigen te rijden en dat wrijving en incidenten met de Duitse Wehrmacht vermeden dienden te worden. Na de oorlog ontving Dudok van Heel op 7 mei 1953 te Amsterdam van de Amerikaanse regering voor zijn verzetswerkzaamheden de Medal of Freedom. Dat was voor zijn: outstanding services in underground activities connected with the organized civil and Armed Forces resistance movement in Holland during the period of occupation of that country by the Germans from 7 december 1941 to include various dates of such meritorious service leading to the liberation in May 1945. Daarnaast was hij drager van het Verzetsherdenkingskruis. In augustus 1945 opende Dudok van Heel, dan inmiddels bevorderd tot luitenant-kolonel, in het Amsterdamse Apollo Paviljoen de een maand durende tentoonstelling Neprova (Nederlandse producten en fabricaten); Dudok van Heel was gevraagd de officiële opening te doen omdat deze expositie mede bedoeld was als cultureel ontwikkelingsinstituut voor militairen. Hij werd datzelfde jaar bevorderd tot kolonel en was als zodanig aanwezig bij de plechtige installatie van de nieuwe burgemeester van Amsterdam A.J. d'Ailly. Dudok van Heel overleed in augustus 1967.